# Protaetia mixta
Protaetia mixta är en skalbaggsart som beskrevs av Weber 1801. Protaetia mixta ingår i släktet Protaetia och familjen Cetoniidae. Inga underarter finns listade i Catalogue of Life.